# (6950) Simonek
(6950) Simonek est un astéroïde de la ceinture principale.

## Description
(6950) Simonek est un astéroïde de la ceinture principale. Il fut découvert le 22 décembre 1982 à l'observatoire de Haute-Provence par François Dossin. Il présente une orbite caractérisée par un demi-grand axe de 2,59 UA, une excentricité de 0,10 et une inclinaison de 14,2° par rapport à l'écliptique.

## Compléments